# José Toribio
José Vicente Toribio Alcolea (Socuéllamos, 22 december 1985) is een Spaans wielrenner die sinds 2015 voor Matrix Powertag uitkomt.

## Overwinningen
2010
Bergklassement Ronde van Burgos
2011
4e etappe Ronde van Portugal
2013
2e etappe Ronde van Oost-Java
Eind- en bergklassement Ronde van Oost-Java
2017
Eindklassement Ronde van Kumano
2021
2e etappe Ronde van Japan

## Resultaten in voornaamste wedstrijden
| Jaar | Ronde van Italië | Ronde van Frankrijk | Ronde van Spanje |
| ---- | ---------------- | ------------------- | ---------------- |
| 2010 |                  |                     | 127e             |
| 2011 |                  |                     | 134e             |
| 2012 |                  |                     | 133e             |

## Ploegen
2008 –  Burgos Monumental
2009 –  Andalucía-Cajasur (stagiair vanaf 1 augustus)
2010 –  Andalucía-Cajasur
2011 –  Andalucía-Caja Grenada
2012 –  Andalucía
2013 –  Team Ukyo (vanaf 20 mei)
2014 –  Team Ukyo
2015 –  Matrix Powertag
2016 –  Matrix Powertag
2017 –  Matrix Powertag
2018 –  Matrix Powertag
2019 –  Matrix Powertag
2020 –  Matrix Powertag
2021 –  Matrix Powertag
2022 –  Matrix Powertag
2023 –  Matrix Powertag
2024 –  Matrix Powertag
Doi · Fernández · Hashimoto · Manabe · Mase · Mukaigawa · Nagara · Sano · Takubo · Toribio · Yasuhara